# 褚师段
褚师段（？—？），子姓，名段，字子石，是宋共公的儿子，宋平公的弟弟。
前551年冬季，鲁国司徒季武子前往宋国，回报向戌的聘问。褚师段迎接季武子让他接受宋平公的享礼，季武子赋了《常棣》的第七章和最后一章。
褚师段的后裔以其字子石为氏，立石氏，也是后世石姓的来源之一。